# Guillermo Moncada (General)

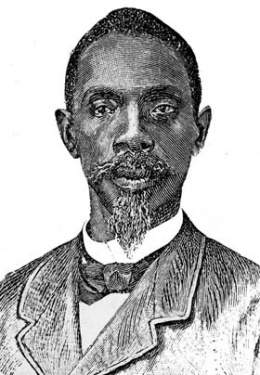
Guillermo Moncada

José Guillermo Moncada Veranes (* 25. Juni 1840 in Santiago de Cuba in Kuba; † 5. April 1895 in Mayarí Arriba, Kuba) war General der kubanischen Unabhängigkeitsbewegung gegen die spanische Kolonialherrschaft und Oberbefehlshaber für die Provinz Oriente.
Er kämpfte in der ersten Phase des Unabhängigkeitskrieges (Guerra Larga) gegen die spanische Kolonialmacht und nahm als General am Unabhängigkeitskrieg (Guerra de Independencia) von 1895 bis 1898 teil.
Guillermo Moncada, wegen seiner Größe auch Guillermón genannt, wurde 1840 als Sohn der Dominga Trinidad Moncada und des Narciso Veranes in Los Hoyos, einem hauptsächlich von Schwarzen bewohnten Stadtviertel in Santiago de Cuba geboren. Er arbeitete bis zum Beginn des Unabhängigkeitskampfes gegen Spanien als Zimmermann. Als Carlos Manuel de Céspedes mit dem Kriegsruf von Yara seine Sklaven freilässt und die Unabhängigkeit Kubas von der spanischen Kolonialmacht verkündet, schließt sich Moncada der Unabhängigkeitsbewegung an. 1871 gelingt es Moncada, die spanientreuen Milizen des Großgrundbesitzers Miguel Pérez Céspedes in Guantánamo zu besiegen. Dieser Erfolg begründet seinen militärischen Ruhm.
Er gehört zusammen mit Antonio Maceo zu der Minderheit der kubanischen Unabhängigkeitsbewegung, welche 1878 im Protest von Baragua einen Frieden mit der spanischen Kolonialmacht ablehnt und den Kampf im Guerra Chiquita (Kleiner Krieg) fortsetzt. Er wird von den spanischen Truppen festgenommen und erst auf Kuba, später auf den Balearen inhaftiert. 1887 kehrt er nach sechs Jahren Gefängnis wieder nach Kuba zurück. 1893 wird er wegen seiner politischen Aktivitäten erneut verhaftet und 1894 wieder freigelassen.
Mit Beginn des Unabhängigkeitskrieges 1895 wird Guillermo Moncada durch José Martí zum Oberbefehlshaber für Oriente ernannt. Kurz darauf stirbt er jedoch an Tuberkulose.
Nach ihm wurde die Moncada-Kaserne in Santiago de Cuba benannt.
| Personendaten    | Personendaten                                                             |
| ---------------- | ------------------------------------------------------------------------- |
| NAME             | Moncada, Guillermo                                                        |
| ALTERNATIVNAMEN  | Moncada, Guillermón; Moncada Veranes, José Guillermo (vollständiger Name) |
| KURZBESCHREIBUNG | kubanischer General                                                       |
| GEBURTSDATUM     | 25. Juni 1840                                                             |
| GEBURTSORT       | Santiago de Cuba, Kuba                                                    |
| STERBEDATUM      | 5. April 1895                                                             |
| STERBEORT        | Mayarí Arriba, Kuba                                                       |